# 加世田哲彦
加世田 哲彦（かせだ てつひこ、1897年〈明治30年〉11月11日 - 1971年〈昭和46年〉7月25日）は、日本の海軍軍人。成績優秀な将校であったが、神政龍神会の結成にかかわり、不敬罪に問われ失官となる。最終階級は海軍中佐。

## 来歴
鹿児島県出身。鹿児島二中より海軍兵学校47期に首席入校。在学中も学術優等章を2度授与され、次席及び恩賜で卒業した。同期生に光延東洋、横山一郎、城英一郎などがいる。
1920年（大正9年）、少尉任官。尉官時代は霞ヶ浦海軍航空隊附としてセンピル教育団に関わり、第一遣外艦隊参謀、練習艦隊副官、戦艦「長門」分隊長、財部彪副官などを歴任。1930年（昭和5年）12月1日、海軍少佐へ進級し海軍大学校甲種30期へ進む。同期生には山本親雄、大石保、長澤浩など、太平洋戦争中大佐、少将として要職を務める人物たちがいる。
卒業後、第二遣外艦隊参謀、旅順要港部参謀、軍令部員などの公的役職を歴任する一方で、1934年（昭和9年）には神政龍神会の結成に参加。1935年（昭和10年）11月、中佐に進級したが2か月後には予備役編入となった。
1937年（昭和12年）に不敬罪で懲役2年、執行猶予3年の判決を受け、加世田は失官した。1944年（昭和19年）に再び検挙。これにより従五位返上を命じられ、勲四等及び昭和六年乃至九年事変従軍記章、大礼記念章（昭和）を褫奪された。